# Fumio Kishida
Fumio Kishida (japanska: 岸田 文雄?, Kishida Fumio), född 29 juli 1957 i Shibuya, Tokyo, är en japansk politiker (Liberaldemokratiska partiet) som var landets premiärminister från 4 oktober 2021 till 1 oktober 2024.. 

## Biografi
Fumio Kishida kommer från en politikerfamilj med ursprung i Hiroshima. Han gick en del av sin skolgång i New York när hans far var placerad där som tjänsteman på japanska utrikeshandelsdepartementet. Efter studier i juridik på Wasedauniversitetet arbetade han på en bank i fem år. Sedan var han sekreterare till sin far, och valdes 1993 till parlamentsledamot för Liberaldemokratiska partiet efter faderns död.
Kishida har tidigare varit landets utrikesminister (2012–2017) och tillförordnad försvarsminister (2017).
Inom LDP tillhör han Kochikai-fraktionen, som grundades av Hayato Ikeda, och han ses som en tillbakagång till traditionella premiärministrar som når makten genom partiets maskineri, till skillnad från hans föregångare Abe och Suga. Han är för mer statligt inflytande i ekonomin och anses vara en "duva" i utrikespolitiken.